# Аеродромна (станція метро)
53°52′05″ пн. ш. 27°32′45″ сх. д. / 53.86806° пн. ш. 27.54583° сх. д.
Аеродромна (біл. Аэрадро́мная) — станція Зеленолузької лінії Мінського метрополітену між станціями «Ковальська Слобода» та «Неморшанський сад». Розташована на території колишнього аеропорту «Мінськ-1».

## Історія
Перша інформація про проєктування Зеленолузької лінії датується 2008 роком. Згідно з початковими планами, перша черга мала сім станцій: «Слуцький Гостинець», «Неморшанський сад», «Аеродромна», «Ковальська Слобода», «Вокзальна», «Площа Францішка Богушевича», «Ювілейна площа».
На початку 2012 року мешканцям столиці було запропоновано самим дати назви станцій Зеленолузької лінії Мінського метрополітену, проте чиновники не прислухалися до них.
З серпня 2017 року метробудівці приступили до інженерної підготовки території станції. У вересні 2017 року отримано дозвіл «Держбуднагляд» у для спорудження цієї дільниці.
У березні 2019 року розпочато будівництво станції «Аеродромна».
28 жовтня 2019 року на станції «Аеродромна» розпочато монтаж стінових блоків та встановлення другого козлового крану, який спорудили вже 11 листопада 2019 року. Закінчення будівництва передбачалося не раніше 2024 року.
30 грудня 2024 року станція «Аеродромна» введена в експлуатацію та відкрита для пасажирів.

## Перспективи
Після відкриття четвертої лінії Мінського метрополітену, приблизно після 2026 року, має з'явитися станція «Мінськ-Мир», назва якої ще обговорюється. Вона матиме перехід з Зеленолузької лінії до майбутньої четвертої лінії.

## Галерея

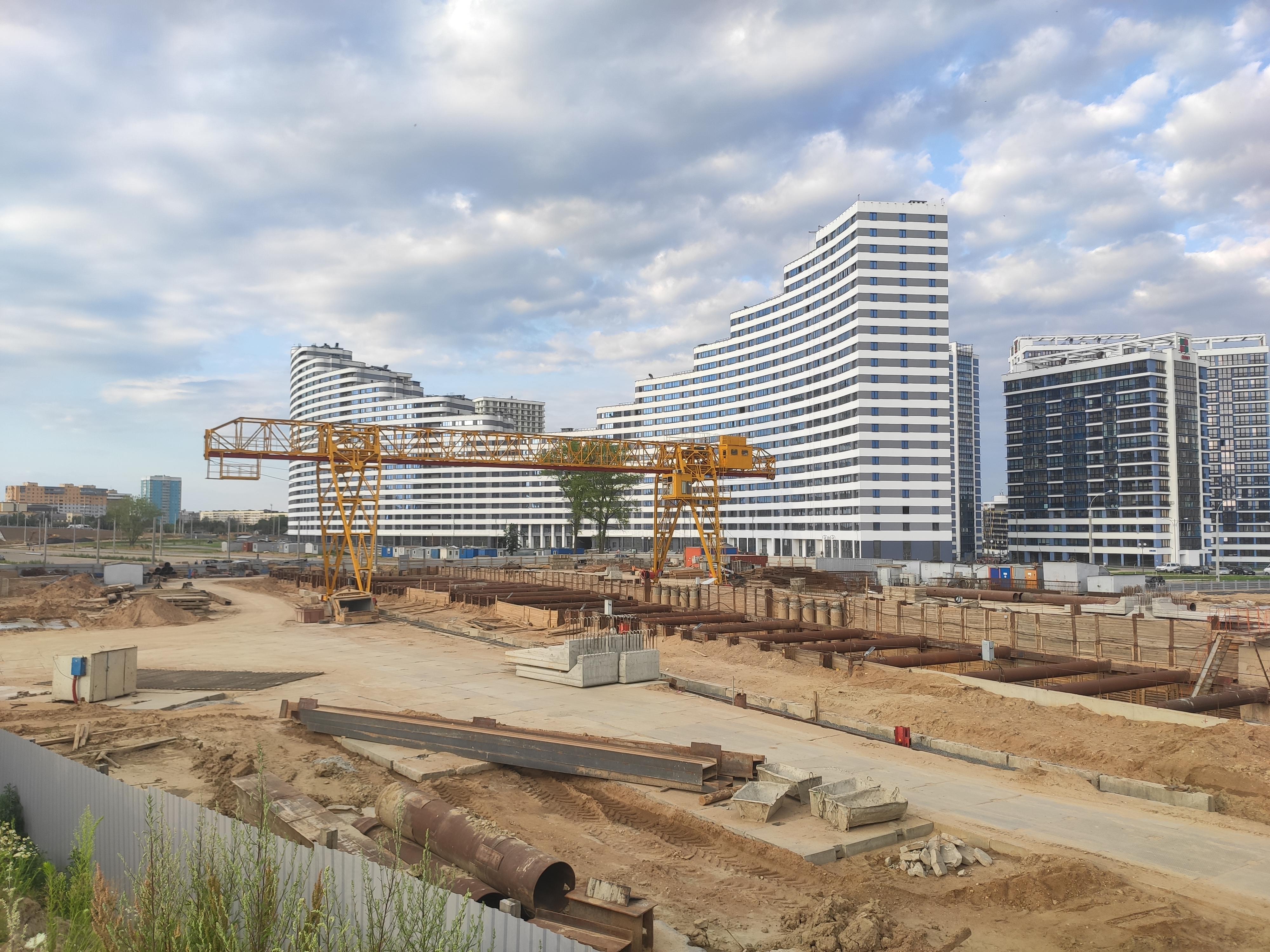
Будівництво станції (липень 2020)
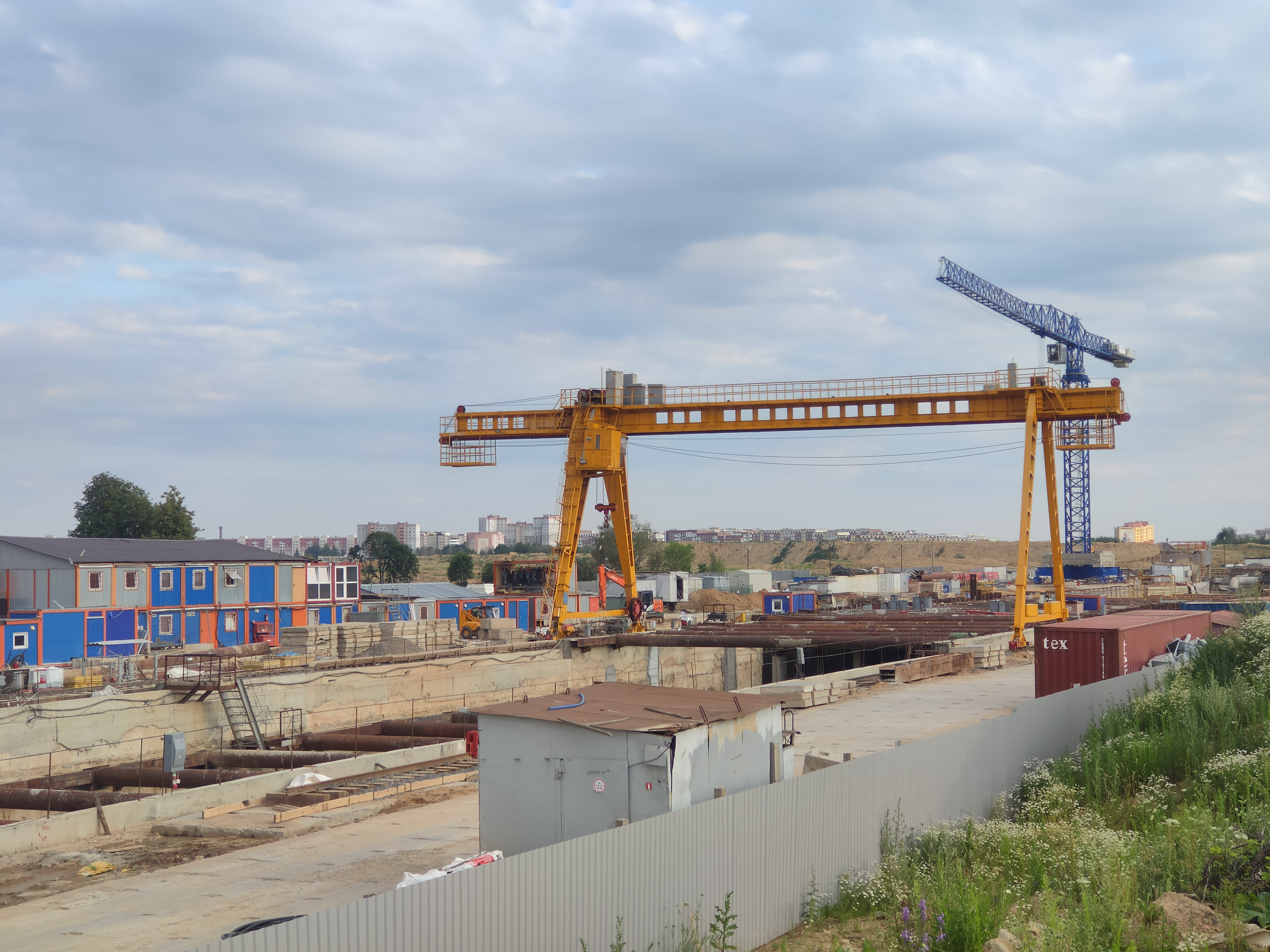
Будівництво станції (липень 2020)
Перспективна схема розвитку Мінського метрополітену